# Sysstema microdoxa
Sysstema microdoxa är en fjärilsart som beskrevs av Rothschild 1915. Sysstema microdoxa ingår i släktet Sysstema och familjen mätare. Inga underarter finns listade i Catalogue of Life.